# Pietro Bellora
Pietro Bellora (Gallarate, 6 dicembre 1891 – Cuggiono, 21 novembre 1959) è stato un politico e imprenditore italiano.

## Biografia
Pietro Bellora nacque a Gallarate nel 1891 ed iniziò la sua esperienza lavorativa nell'azienda di legnami del padre, Filippo Bellora. Coi fratelli Carlo e Giacomo divenne in seguito fondatore e proprietario dell'omonima ditta di produzione di tessuti di Gallarate che poi diramò anche ad Arnate, Albizzate, Somma Lombardo, divenendo nel giro di alcuni anni una delle più grandi realtà cotoniere in Italia. Pietro fu quindi presidente dell'Associazione cotoniera italiana, nonché membro della Giunta della Confederazione generale dell'industria italiana. Nel 1936 acquistò il Cotonificio Valle Seriana a Gazzaniga che giaceva in stato di grave crisi e nel giro di soli sei anni quadruplicò la forza lavoro presente in loco, associandone l'attività locale a quella condotta nello stabilimento di Gallarate ed assumendone personalmente la direzione.
Durante gli anni della Seconda guerra mondiale, divenne noto agli ambienti fascisti per il suo antifascismo e venne arrestato nel 1944 con l'unico figlio, Ulisse, il quale venne ridotto in fin di vita dalle percosse ricevute col padre dagli squadristi, morendo poche settimane dopo il loro arresto a causa delle ferite riportate.

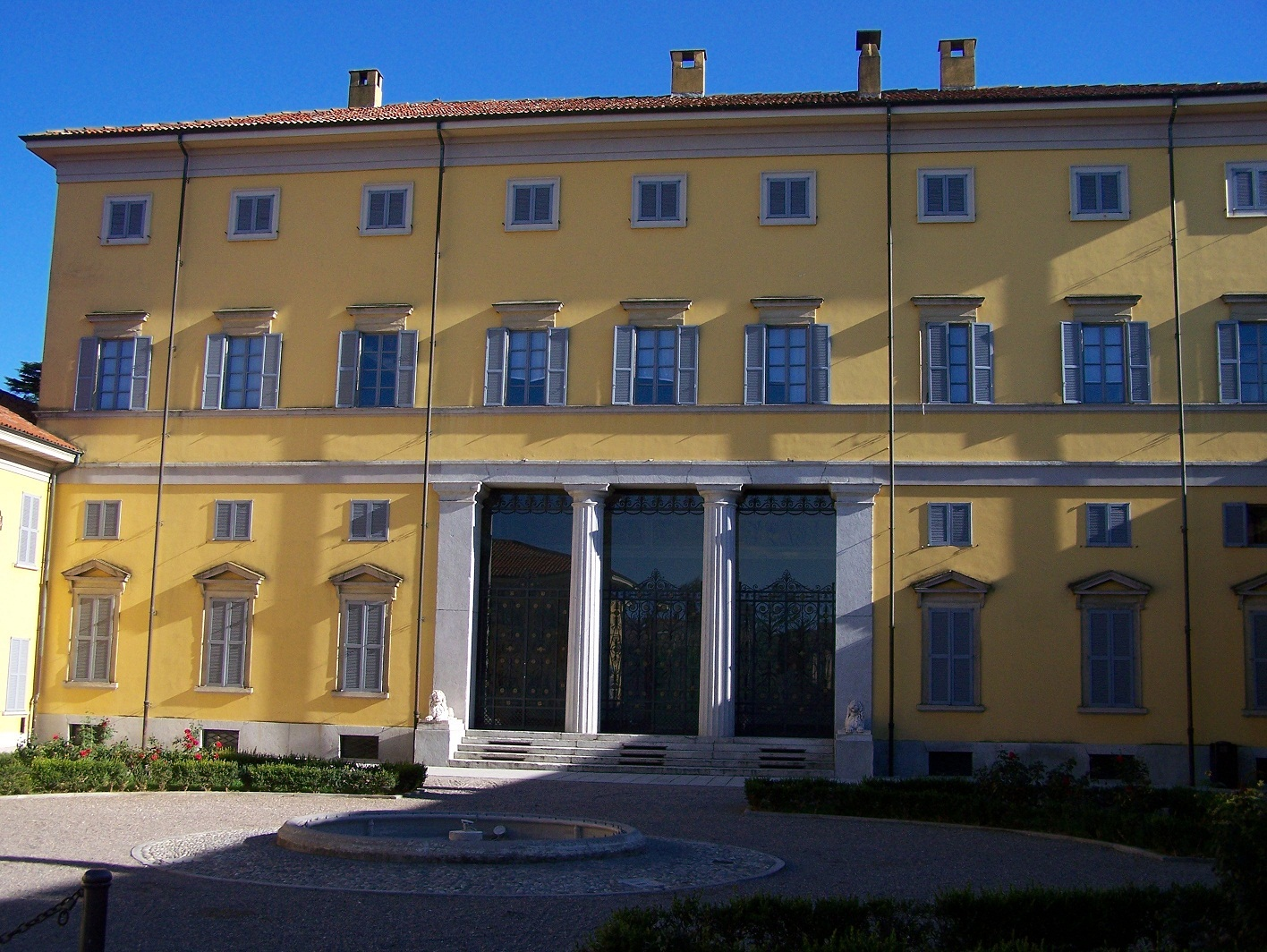
Villa Annoni a Cuggiono, nel milanese, storica abitazione acquistata e restaurata per intervento del Bellora

Intrapresa la carriera politica, venne eletto senatore per tre elezioni consecutive nelle file della Democrazia Cristiana nella circoscrizione di Clusone dove, in memoria del figlio, aveva aperto una casa di accoglienza e lavoro per bambini provenienti da famiglie disagiate. A Cuggiono, nel milanese, acquistò nel 1947 e fece restaurare la neoclassica Villa Annoni per farne una propria residenza estiva, abitazione che i suoi figli venderanno nel 1979 al comune di Cuggiono che ne è l'attuale proprietario e che dal 2007 vi ha insediato il municipio.
Si impegnò anche a favore delle opere di beneficenza come nel caso della costruzione della casa di riposo di Gallarate che inaugurò nel 1929 coi fratelli Giacomo e Filippo.
Morì a Cuggiono il 21 novembre 1959 a 67 anni.